# دانشگاه ملی علوم کشاورزی ارمنستان
دانشگاه ملی علوم کشاورزی ارمنستان (ارمنی: Հայաստանի Ազգային Ագրարային Համալսարան, ՀԱԱՀ) یک دانشگاه دولتی و مؤسسه آموزش عالی مستقر در ایروان پایتخت ارمنستان است. این دانشگاه متخصصانی را در حوزه زراعت و کشاورزی آموزش داده و آماده می‌کند.
در ۶ مه ۱۹۳۰ «مؤسسه کشاورزی» جمهوری شوروی سوسیالیستی ارمنستان با الهام از دانشکده کشاورزی دانشگاه دولتی ایروان تشکیل شد.
در سال ۱۹۹۴، با ادغام «مؤسسه دامپزشکی فنی باغ وحش ایروان» و «آکادمی کشاورزی ارمنستان»، این مرکز آموزشی تجدید سازماندهی شده و «دانشگاه ملی علوم کشاورزی ارمنستان» تشکیل شد.

## دپارتمان‌ها
در حال حاضر این دانشگاه دارای ۵ گروه آموزشی است:
- گروه آموزشی زراعت
- گروه فناوری‌های غذایی
- گروه مهندسی کشاورزی
- گروه دامپزشکی و دامپروری
- گروه تجارت کشاورزی و اقتصاد

## شعبه‌های دانشگاه
از سال ۲۰۱۷، این دانشگاه دارای شعبه‌های زیر در خارج از ایروان است:
- شعبهٔ وانادزور
- شعبهٔ سیسیان
- شعبهٔ گیومری
- شعبهٔ شیراک
- شعبهٔ شوشی (در جمهوری آرتساخ بود که در سال ۲۰۲۳ تعطیل شد)